# Irene Wosikowski
Irene Wosikowski (* 9. Februar 1910 in Danzig; † 27. Oktober 1944 in Berlin-Plötzensee) war eine Widerstandskämpferin gegen den Nationalsozialismus in der Résistance.

## Leben

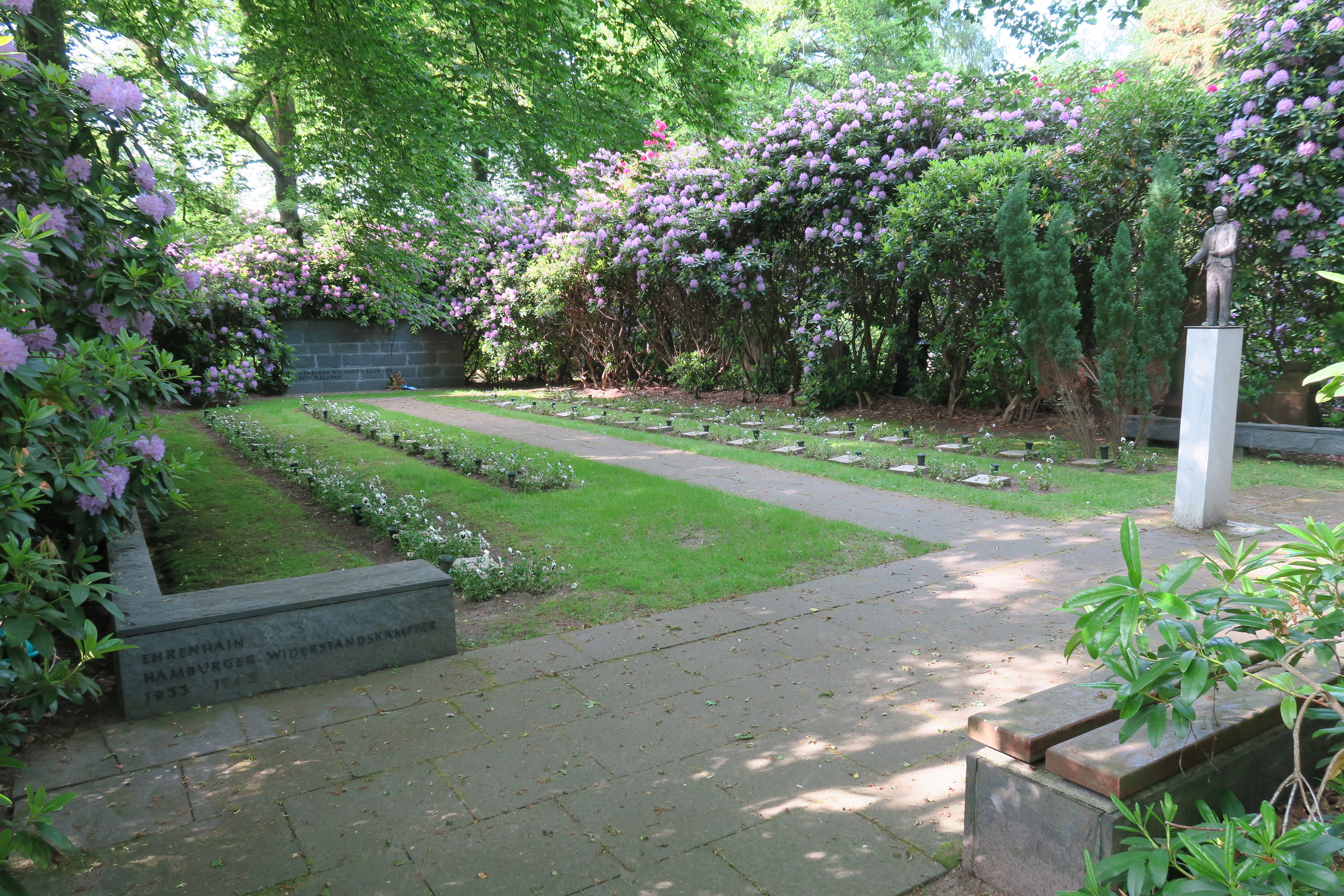
Ehrenhain: 2. Reihe links, 2. Kissenstein:
Irene Wosikowski

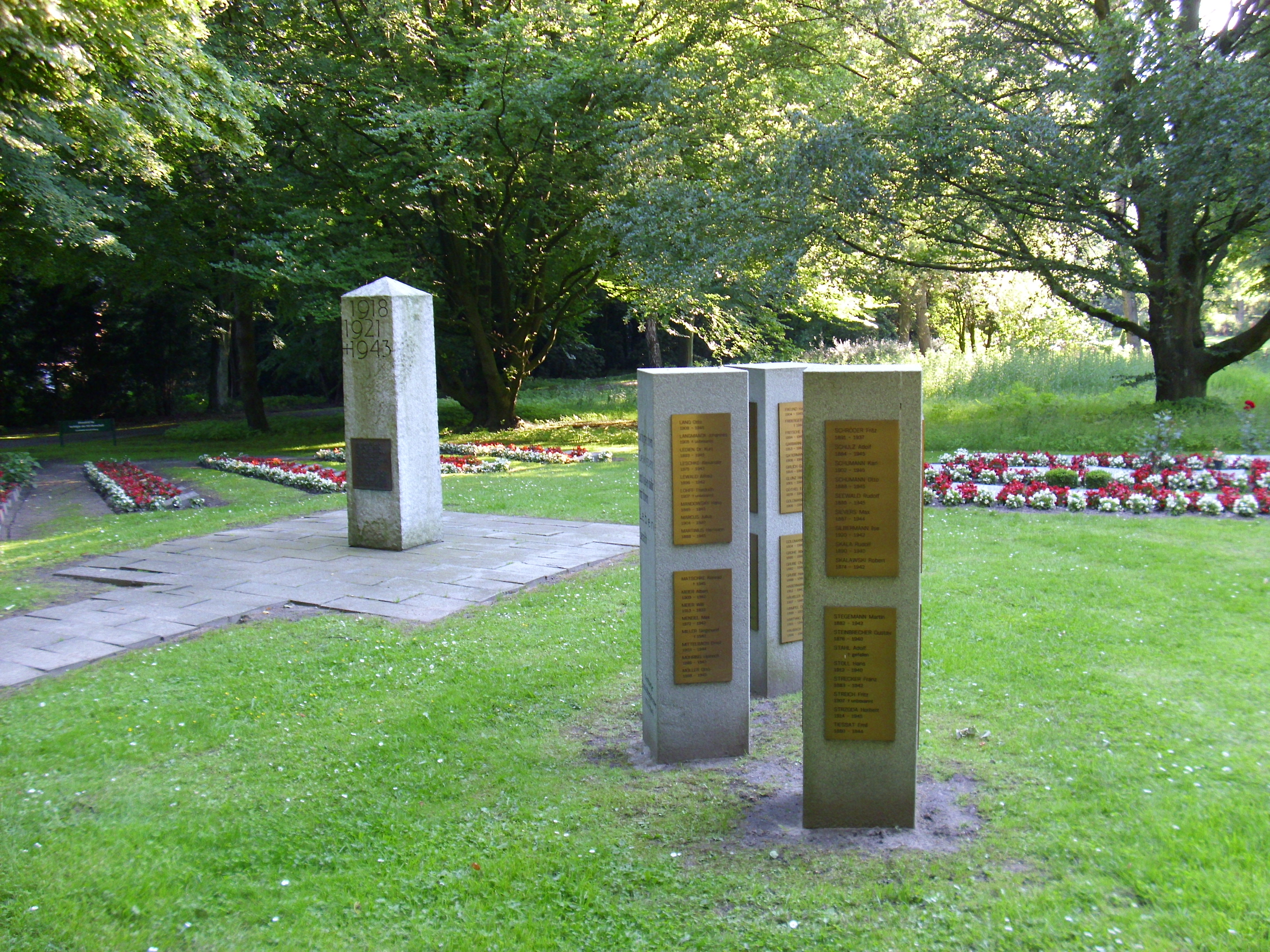
Ehrenfeld: links ganz hinten jenseits des Weges: Kissensteine Wosikowski

In einem sozialdemokratischen Elternhaus aufgewachsen, fand Irene Wosikowski früh Anschluss an die marxistische Jugendbewegung. Sie war die Tochter der Hamburger Bürgerschaftsabgeordneten Alice Wosikowski (1886–1949). Nach dem Besuch der Handelsschule arbeitete sie als Stenotypistin. 1924 trat sie dem KJVD bei. Ab 1930 lebte sie in Berlin, wo sie Mitglied der KPD wurde. 1933 wurde sie zu einem zweijährigen Lehrgang an die Internationale Lenin-Schule der Komintern delegiert. Nach deren Abschluss erhielt sie den Auftrag, nach Paris zu gehen. Dort arbeitete sie im Verlag der Deutschen Volks-Zeitung bis zu ihrer Internierung im Lager Gurs. Im Juni 1940 konnte sie zusammen mit Luise Kraushaar und Thea Saefkow fliehen. Als sie nach der Flucht in Marseille aus dem Zug stieg, wurde sie von französischen Gendarmen verhaftet und mehrere Monate gefangen gehalten. Nach ihrer Freilassung organisierte sie mit anderen deutschen Antifaschisten um Lex Ende Hilfen für Gefangene des Vichy-Regimes, darunter viele ehemalige Spanienkämpfer.
In Marseille fand Irene Wosikowski mit falschen Ausweisen als Paulette Monier und Marie-Louise Durand Anschluss an die französische Widerstandsbewegung und übernahm nach der Besetzung auch des südlichen Teils Frankreichs im November 1942 die gefahrvolle Aufgabe, Gespräche mit deutschen Soldaten zu führen, um sie zum Nachdenken über Sinn und Zweck des Völkermordes zu veranlassen. Im Juli 1943 geriet sie dabei an den Marinesoldaten Hermann Frischalowski, der ein Spitzel der Gestapo war, und sie wurde am 26. Juli verhaftet. Trotz intensiver Folter durch die Gestapo blieb sie standhaft und nannte die Namen ihrer Kampfgefährten nicht. Sie rettete damit nicht nur ihre deutschen Genossen, sondern auch das Leben vieler französischer, italienischer und polnischer Widerstandskämpfer, mit denen sie zusammengearbeitet hatte. Besonders unmenschlich waren die Folterungen in der Marseiller Gestapozentrale in der Paradiesgasse. Nach einiger Zeit wurde sie nach Paris transportiert, dort erneut gefoltert und nach ihren Kontakten befragt. Nach Hamburg-Fuhlsbüttel überführt, wurde sie wiederum gefoltert. Die Folterungen wurden bis zum Prozess am 13. September 1944 vor dem Volksgerichtshof in Berlin im Frauengefängnis Barnimstraße fortgesetzt. Das Freisler-Gericht verurteilte sie zum Tode. Das Urteil wurde am 27. Oktober 1944 in der Hinrichtungsstätte Plötzensee durch den Scharfrichter Wilhelm Röttger vollstreckt.
Am 13. Januar 1948 erhob Alice Wosikowski beim Amtsgericht Stade Anklage gegen den Gestapo-Spitzel Hermann Frischalowski, dem sie „Verbrechen gegen die Menschlichkeit und Denunziation aus politischen Gründen mit Todesfolge“ vorwarf. Das Gericht wies das Verfahren gegen den ehemaligen Matrosen ab, weil er nur seine Pflicht erfüllt habe, alles gegen Kräfte zu tun, die die Wehrmacht demoralisieren wollten. Alice Wosikowski legte Berufung gegen die Entscheidung ein, die jedoch erneut zurückgewiesen wurde. Diese parteiliche Rechtsprechung war kennzeichnend für die Nachkriegsrechtsprechung in der Bundesrepublik. Sie war vielfach von ehemaligen NS-Richtern geprägt, wie die Filbinger-Affäre noch 1978 zeigte. Das Urteil von 1944 wurde erst durch §§1 und 2 des Gesetzes zur Aufhebung nationalsozialistischer Unrechtsurteile in der Strafrechtspflege vom 25. August 1998 aufgehoben.
Auf dem Ohlsdorfer Friedhof wird im Ehrenhain Hamburgischer Widerstandskämpfer mit einem Kissenstein an Irene Wosikowski im Planquadrat L 5 erinnert und im Ehrenfeld der Geschwister-Scholl-Stiftung findet sich ihr Name auf dem gemeinsamen Grabstein ihrer Mutter Alice Wosikowski im Planquadrat Bn 73, Nr. 93.